# ペレス・プラード
ダマソ・ペレス・プラード（Dámaso Pérez Prado, 1916年12月11日 - 1989年9月14日）は、キューバの(のちにメキシコの)バンドリーダー。指揮者。作曲家。ピアニスト。
マンボ王（マンボキング）とも呼ばれる。

## バイオグラフィ
1916年（1922年説もある）にキューバのマタンサス (Matanzas) にて生まれる。父親は新聞記者で母親は教師。幼少時からクラシックピアノを学び、後にポピュラーに転向して地元のクラブ等でピアノやオルガンを演奏していた。1940年代キューバの首都ハバナで働いていた頃、当時流行していたルンバにジャズの要素を取り入れた新しいリズム「マンボ」を積極的に演奏し始める（「マンボの王様」という異名から、ペレス・プラードにより作られたと誤解する者も多いが、彼がマンボの発明者ではない）。しかしこの新しいリズムはキューバ国内では受け入れられず、1948年にメキシコシティへ移住。そこでペレス・プラード楽団を結成、メキシコにおいて着実な実績と人気を得た。
その後、代表曲となる「マンボNo.5 (Mambo No. 5)」や「マンボNo.8 (Mambo No. 8)」を発表するとマンボは世界的なムーブメントとなり、アメリカへ進出。その後1955年に発表した「チェリー・ピンク・チャチャ（セレソローサ）（Cerezo Rosa (Cherry Pink and Apple Blossom White)）」は、映画『海底の黄金』のテーマ曲になったこともあり、全米ヒットチャートで10週連続第1位を記録。しかも、26週連続それにチャートインしたばかりか、同年の全米年間ヒットチャート第1位を記録するといった快挙を成し遂げた。さらに、1958年には、彼の自作曲「パトリシア（Patricia）」が全米ヒットチャート第1位になっただけでなく、同シングルは400万枚を売り上げ、彼が発表した中で最も売れたシングル盤となっている。
彼のスタイルは指揮をしながらステージ上で所狭しと踊り、飛び跳ね、激しく動き回りながら独特の掛け声で楽団を煽（あお）るというもので、マンボの強烈なリズムとともにそのステージは当時の若者を熱狂させた。
アメリカでの人気が下火となってきた1964年に再びメキシコシティへ本拠地を移す。日本には1956年に初来日し、以後17回日本で公演している。（来日した際にはパラダイス山元に掛け声の指導をしたとされる）。1989年メキシコシティの自宅にて各種の病気の併発により死去。カストロ政権下でのキューバでは、その死はわずか数行の記事で片付けられたものの、メキシコシティで行われた葬儀は世界中からペレス・プラードのファンが集まり、「史上最も陽気な葬儀」と形容されるほど華々しい葬儀であった。
その後、ペレス・プラード楽団はベースのへスース・ガルニカ・マルティネスが2代目リーダーとなり活動を続ける。現在は3代目リーダーのヘスース・ガルニカ・ジュニアが楽団を率いて活動している。
なお、2007年にメキシコ、2016年ジャパンツアーの三重県公演で行われたコンサートには、同楽団で初めての日本人メンバー、余語丈範が打楽器でメンバー参加している。

## 代表曲
- 「エル・マンボ」（Que Rico El Mambo）1949年 - 彼の最初のヒット曲。文化放送の『S盤アワー』のオープニング・テーマ曲としても使われた。
- 「マンボNo.5」（Mambo No.5）1950年
- 「マンボNo.8」（Mambo No.8）1950年
- 「チェリー・ピンク・チャチャ（セレソ・ローサ）」（Cerezo Rosa）1955年 - 映画『海底の黄金』テーマ曲。全米ヒットチャート10週連続第1位、26週連続チャートイン、および同年の米年間ヒットチャート第1位。
- 「闘牛士のマンボ」（La Macarena） - 元東京ヤクルトスワローズの若松勉の個人応援歌にも使われ、後に同球団所属の青木宣親のチャンステーマにも流用された。映画『血と砂』(1941年)の音楽の一部をもとに作曲された。
- 「ある恋の物語」（Historia de un amor） 1956年
- 「タブー」（Tabú）1957年 - この曲のアレンジ版が1972〜3年にTBSの人気番組『8時だョ!全員集合』にてザ・ドリフターズの加藤茶のギャグ「ちょっとだけよ」の伴奏として使用され、日本では同時期にリバイバル・ヒットを記録した。
- 「パトリシア」（Patricia）1958年 - 全米ヒットチャート第1位を記録し、最終的には400万枚を売り、シングルでは彼の最大のヒット曲である。
- 「マンボのビート」（Al compás del mambo） - 東京パノラママンボボーイズの1991年のアルバム『マンボ天国』に収録されたカバーバージョンが、1991年9月から2002年3月までの間フジテレビ系トークバラエティ『ライオンのごきげんよう』で使用された。

## ビデオ
- "Mambo" Documentary 52'